# Elaphoglossum ellenbergianum
Elaphoglossum ellenbergianum är en träjonväxtart som beskrevs av M. Kessler och Mickel. Elaphoglossum ellenbergianum ingår i släktet Elaphoglossum och familjen Dryopteridaceae. Inga underarter finns listade.